# Bibliothèque Raymond-Laberge
La Bibliothèque Raymond-Laberge est une bibliothèque publique située à Châteauguay, en Montérégie, au Québec. Inaugurée en 2004, elle a été primée par des prix en architecture. Anciennement connue comme étant la bibliothèque municipale de Châteauguay, elle est nommée en hommage à Raymond Laberge, un enseignant et auteur ayant grandi, vécu et s’étant impliqué à Châteauguay.

## Histoire

### Détails du projet
En 2001, 60 bureaux d’architectes ont participé au concours lancé par la municipalité de Châteauguay (Québec) afin de concevoir et construire un projet de bibliothèque publique. Ce concours a été remporté par Manon Asselin (Atelier TAG) en consortium avec Jodoin Lamarre Pratte et associés. Le projet de construction s’est terminé en 2003 et la bibliothèque a été inaugurée en 2004. 
En 2018, la municipalité de Châteauguay s’est fait proposer l’idée de changer le nom de la bibliothèque municipale afin de rendre hommage à Raymond Laberge. Après une consultation des citoyens et un soutien favorable, le changement a été appuyé à l’unanimité par le conseil municipal le 10 décembre 2018. Le changement de nom a été officialisé et célébré le 9 juin 2019.

### Raymond Laberge
Raymond Laberge est né le 28 octobre 1941 à Châteauguay. Il y a passé sa jeunesse et est revenu y vivre et y travailler après avoir fait des études en pédagogie et en administration scolaire à l’Université de Montréal. Il a été enseignant à partir de 1965 et directeur d’école à partir de 1969. Passionné d’histoire locale, il a écrit plusieurs livres et recueils traitant du patrimoine châteauguois. Il est mort le 16 août 2017.

## Description

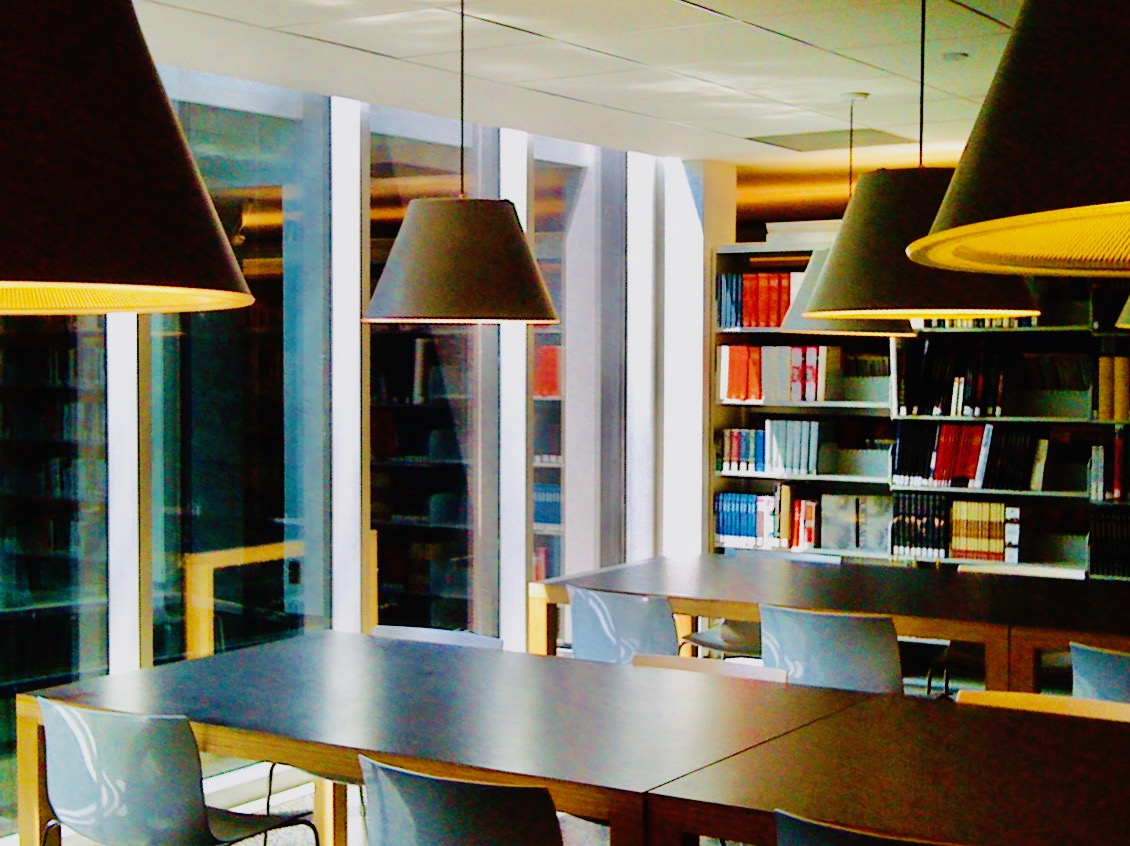
Bibliothèque de Châteauguay (Québec, Canada) - salle d'étude

La bibliothèque Raymond Laberge est située sur le boulevard Maple, à Châteauguay. Le bâtiment offre une superficie de 2 725 m2 et a été complété avec un budget de 6 990 000$
En 2019, la bibliothèque Raymond-Laberge est encore l‘unique point de service de la ville de Châteauguay et dessert une population de 49 050 habitants, dont 31 242 sont des usagers inscrits. Les citoyens y ont effectué 176 153 emprunts de documents en 2019.  L’abonnement est gratuit pour les résidents de Châteauguay. Il permet l’emprunt et l’accès à la collection de 164 530 documents, dont 148 800 livres imprimés et 2 301 livres numériques.  Toujours en 2019, le budget des dépenses de fonctionnement s’élevait à 1 925 409$.

## Services
En plus des services de prêts, de référence, d’aide au lecteur et d'aide à la recherche, la bibliothèque Raymond-Laberge participe aux programmes suivants:
- Une naissance un livre,
- Lire et faire lire,
- Biblio-aidants,
- Biblio-Jeux,
- Empruntez un musée,
- Club de lecture d’été TD.

Un service de Bibliobus - Bibliothèque mobile a été mis en place. Pendant l’été, une bibliothèque sur roues se déplace dans les parcs afin de rejoindre les enfants et leurs parents. Le reste de l’année, le bibliobus dessert les centres pour aînés et les centre de la petite enfance.
Les usagers ont accès à des postes informatiques, à un accès internet sans-fil et la bibliothèque offre un accès à une collection sur l’histoire régionale et une collection généalogique. 
Une programmation diversifiée et différente à chaque saison propose des animations pour tous (des conférences, des ateliers, des rencontres pour toute la famille). 

## Bibliothèque troisième lieu
Une attention particulière a été portée par Manon Asselin, l'architecte à la tête du projet, à la création d’espaces de rassemblement lors de la conception du projet. Par l’implication de bibliothécaires dans la conception de ce projet, Manon Asselin est interpellée par l’évolution de la perception des bibliothèques comme endroits de rencontre .
C’est en effet avec ce projet qu’elle entame l’établissement de sa vision des bibliothèques comme milieu de vie avec, entre autres, la mise en place d’un « espace de butinage collectif au cœur du bâtiment ». Pour Manon Asselin, cette invitation à la rencontre de l’autre est facilitée par la possibilité d'établir des liens visuellement.  Ce grand hall est vitré sur 2 étages et rend l’espace de butinage visible depuis le parc, contribuant à l’impression d’accessibilité et d’un lieu de rencontre pour les usagers, à qui il ne reste qu’à se l’approprier. Cette conception de la bibliothèque troisième lieu est en lien avec la vision qu’a évoqué Mathilde Servet, popularisée en milieu anglophone par R. David Lankes.
La ville de Châteauguay met l’accent sur le fait que la bibliothèque Raymond-Laberge est ce lieu de rencontre et d’échanges pour la communauté et non seulement un comptoir de prêt de documents. 

## Conception et architecture
La bibliothèque Raymond-Laberge  est implantée dans un  grand parc civique où se trouvent plusieurs autres bâtiments municipaux et une petite forêt située directement au milieu du site. Le nouvel espace devait conserver l’atmosphère intime et appréciée de l’ancienne bibliothèque. Il s’agit d’un des premiers projets d’envergure depuis l’élection du maire Sergio Pavone. Les coûts de construction ont été évalués à environ 5,8 millions de dollars canadiens.

### Description du bâtiment
La bibliothèque est construite sur un terrain irrégulier composé de plusieurs dunes et d’un bon nombre d’arbres. La nouvelle construction ne devait pas modifier le terrain, donc les architectes ont tenté de l’intégrer à son environnement. D’ailleurs, la devise de la municipalité de Châteauguay est « ma vraie nature », il était donc important que ce soit un bâtiment construit en fonction d’une économie d’énergie et qu’il soit à développement durable. Donc il y a eu l’utilisation d’une fenestration de verre énergétique et l’installation d’un toit végétal, d’un système de thermopompes sur un réseau géothermique et d’une unité de récupération de la chaleur avec roue thermique. Il y a aussi le fait que la bibliothèque est majoritairement éclairée par la lumière naturelle avec l’abondance de ses fenêtres et que l’éclairage artificiel est composé d’éléments de basses densités. Avec tout cela regroupé, ce bâtiment est 42,7 % plus efficaces qu’un autre conçu selon les normes standards canadiennes, ce qui fait réaliser des économies d’environ 300 000 kWh par année, donc une réduction d’environ 26 000 dollars canadiens par année en coût d’électricité. 
La façade côté rue est constituée d’un grand mur de pierres des champs sans ouvertures, que l’architecte surnomme « la pierre levée », qui fait un lien avec la qualité patrimoniale de la ville où se trouvent plusieurs bâtiments historiques. La façade côté parc (arrière) est plutôt transparente et donne un spectacle lorsque l’on regarde de l’intérieur vers l’extérieur et vice versa, c’est aussi la seule façade où l’on ressent que la bibliothèque épouse les formes du terrain, car les fenêtres suivent les pentes des dunes. La construction est composée d’un rez-de-chaussée (1250 m²), d’un premier et d’un deuxième étage (950 m² chacun) et d’un sous-sol, servant seulement de salle mécanique. Le rez-de-chaussée est tout vitré, ce qui crée une fluidité entre la rue devant et la forêt derrière, d’ailleurs, l’entrée, avec ses cinq colonnes, rappelle les bâtiments surélevés de Le Corbusier (ex. Villa Savoye à Poissy en France). C’est à ce niveau que l’on retrouve l’accueil, les salles d’ordinateurs, les livres pour les enfants, le café et les plusieurs bureaux. Le deuxième et le troisième étages sont consacrés à l’étalage de livres et aux salles d’étude.
Les matériaux utilisés sont plutôt sobres et neutres, mais nobles. L’extérieur est principalement composé de pierres des champs à l’avant, de béton armé apparent sur les autres façades ainsi que d’une multitude de fenêtres allant du plancher au plafond. Il y a aussi plusieurs insertions de bois, principalement utilisé comme soffite. L’utilisation des matériaux pour l’intérieur est en lien direct avec l’extérieur, les planchers et le mobilier intégré est en béton armé. Les garde-corps sont en acier avec des panneaux de verre, il y a donc beaucoup de transparence. Le bâtiment s’intègre donc à son environnement en laissant, au cours des saisons, la végétation colorer ses façades. 

### Prix et distinctions
- Médaille du Gouverneur Général en architecture 2006[1]
- Certificat du mérite de la Chambre des Communes du Canada – 2005[16]
- Finaliste du Mérite Ovation municipale, Développement Durable – 2005[16]
- Finaliste Prix Énergia, Bâtiment durable – Bâtiment vert – 2005[16]
- Prix Métropole de l'Institut de Design Montréal – 2005[16]
- Prix Architecture de paysage de l'Institut de design Montréal – 2005[16]
- Prix d’Excellence de l'Ordre des Architectes du Québec, projets culturels – 2005[17]
- Prix d’excellence de l’ICCA, catégorie bâtiments verts – 2004[16]